# Podsavezna nogometna liga NP Osijek 1955./56.
Prvenstvo je bilo podijeljeno u dvije skupine: pokrajinsku i gradsku. U gradskoj ligi su sudjelovali samo osječki klubovi, dok su u pokrajinskoj bili klubovi iz ostalih naselja. Posljednjeplasirani klubovi su bili relegirani u grupno natjecanje (pokrajinska liga), odnosno 2. razred (gradska liga). Prvak Podsaveza je dobiven turnirom između dva prvoplasirana kluba iz pokrajinske lige i prvoplasiranog iz gradske lige, te je prvak podsaveza sudjelovao u kvalifikacijama za ulazak u viši rang (3. zonu).

## Tablica

### Pokrajinska liga
| Mj. | Klub                                    | Sus. | Pobj. | Ner. | Por. | GR.   | Bod. |
| --- | --------------------------------------- | ---- | ----- | ---- | ---- | ----- | ---- |
| 1.  | NK Šparta Beli Manastir                 | 22   | 18    | 2    | 2    | 94:22 | 38   |
| 2.  | NK Jedinstvo Donji Miholjac             | 22   | 14    | 4    | 4    | 74:36 | 32   |
| 3.  | NK Slavonski Partizan Podravska Slatina | 22   | 13    | 4    | 5    | 60:42 | 30   |
| 4.  | FD Proleter Belišće                     | 22   | 13    | 3    | 6    | 80:41 | 29   |
| 5.  | NK Belje Kneževo                        | 22   | 12    | 3    | 7    | 63:39 | 27   |
| 6.  | RNK Sloga Vukovar                       | 22   | 11    | 2    | 9    | 76:56 | 24   |
| 7.  | NK Sloga Đurđenovac                     | 22   | 10    | 4    | 8    | 48:45 | 24   |
| 8.  | NK Jadran Branjin Vrh                   | 22   | 8     | 4    | 10   | 45:56 | 20   |
| 9.  | NAŠK Našice                             | 22   | 5     | 5    | 12   | 36:59 | 15   |
| 10. | NK Napredak Batina                      | 22   | 5     | 1    | 16   | 30:94 | 11   |
| 11. | NK Omladinac Petrijevci                 | 22   | 4     | 2    | 16   | 20:74 | 8    |
| 12. | NK Proleter Vukovar                     | 22   | 2     | 2    | 18   | 19:81 | 6    |

### Gradska liga 1. razred
| Mj. | Klub                  | Sus.                                             | Pobj.                                            | Ner.                                             | Por.                                             | GR.                                              | Bod.                                             |
| --- | --------------------- | ------------------------------------------------ | ------------------------------------------------ | ------------------------------------------------ | ------------------------------------------------ | ------------------------------------------------ | ------------------------------------------------ |
| 1.  | NK Grafičar Osijek    | 14                                               | 12                                               | 1                                                | 1                                                | 66:15                                            | 25                                               |
| 2.  | NK Metalac Osijek     | 14                                               | 10                                               | 3                                                | 1                                                | 43:15                                            | 23                                               |
| 3.  | NK Hajduk Osijek      | 14                                               | 9                                                | 1                                                | 4                                                | 39:18                                            | 19                                               |
| 4.  | NK Drvodjelac Osijek  | 14                                               | 6                                                | 4                                                | 4                                                | 29:23                                            | 16                                               |
| 5.  | NK Olimpija Osijek    | 14                                               | 6                                                | 2                                                | 6                                                | 42:32                                            | 14                                               |
| 6.  | NK Željezničar Osijek | 14                                               | 3                                                | 1                                                | 10                                               | 13:54                                            | 7                                                |
| 7.  | SD Zadrugar Osijek    | 14                                               | 3                                                | 0                                                | 11                                               | 19:59                                            | 6                                                |
| 8.  | NK Radnički Osijek    | 14                                               | 0                                                | 2                                                | 12                                               | 16:51                                            | 2                                                |
|     | TANK Tenja            | isključen iz prvenstva u prvom dijelu natjecanja | isključen iz prvenstva u prvom dijelu natjecanja | isključen iz prvenstva u prvom dijelu natjecanja | isključen iz prvenstva u prvom dijelu natjecanja | isključen iz prvenstva u prvom dijelu natjecanja | isključen iz prvenstva u prvom dijelu natjecanja |

## Turnir za prvaka podsaveza
| Mj. | Klub                        | Sus. | Pobj. | Ner. | Por. | GR.  | Bod. |
| --- | --------------------------- | ---- | ----- | ---- | ---- | ---- | ---- |
| 1.  | NK Šparta Beli Manastir     | 4    | 3     | 1    | 0    | 21:4 | 7    |
| 2.  | NK Grafičar Osijek          | 4    | 1     | 1    | 2    | 7:9  | 3    |
| 3.  | NK Jedinstvo Donji Miholjac | 4    | 1     | 0    | 3    | 1:16 | 2    |